# Collegio uninominale Lazio 1 - 07 (2017)
Il collegio elettorale uninominale Lazio 1 - 07 è stato un collegio elettorale uninominale della Repubblica Italiana per l'elezione della Camera dei deputati tra il 2017 ed il 2022.

## Territorio
Come previsto dalla legge elettorale italiana del 2017, il collegio era stato definito tramite decreto legislativo all'interno della circoscrizione Lazio 1.
Era formato da parte del territorio del comune di Roma (Zona Capannelle, Zona Torrenova, Zona Torre Gaia, Zona Casal Morena, Zona Aeroporto di Ciampino, Zona Torricola, Zona Cecchignola, Zona Castel di Leva, Zona Vallerano, Zona Tor de' Cenci, Zona Fonte Ostiense e Zona Castel di Decima) e dai comuni di Ciampino e Pomezia nella città metropolitana di Roma Capitale.
Il collegio era parte del collegio plurinominale Lazio 1 - 03.

## Eletti
| Elezione | Elezione | Deputato    | Partito            |
| -------- | -------- | ----------- | ------------------ |
|          | 2018     | Marco Bella | Movimento 5 Stelle |

## Dati elettorali

### XVIII legislatura
Come previsto dalla legge elettorale, 232 deputati erano eletti con sistema a maggioranza relativa in altrettanti collegi uninominali a turno unico.
| Candidati              | Candidati             | Voti    | %     | Liste                           | Voti    | %     |
| ---------------------- | --------------------- | ------- | ----- | ------------------------------- | ------- | ----- |
|                        | Marco Bella ✔️ Eletto | 63 731  | 40,14 | Movimento 5 Stelle              | 63 731  | 40,14 |
|                        | Guglielmo Vaccaro     | 49 978  | 31,47 | Lega                            | 18 632  | 11,73 |
| Forza Italia           | Guglielmo Vaccaro     | 49 978  | 31,47 | 17 010                          | 10,71   |       |
| Fratelli d'Italia      | Guglielmo Vaccaro     | 49 978  | 31,47 | 13 312                          | 8,38    |       |
| Noi con l'Italia - UDC | Guglielmo Vaccaro     | 49 978  | 31,47 | 1 024                           | 0,64    |       |
|                        | Luigina di Liegro     | 32 506  | 20,47 | Partito Democratico             | 26 686  | 16,81 |
| +Europa                | Luigina di Liegro     | 32 506  | 20,47 | 4 484                           | 2,82    |       |
| Italia Europa Insieme  | Luigina di Liegro     | 32 506  | 20,47 | 817                             | 0,51    |       |
| Civica Popolare        | Luigina di Liegro     | 32 506  | 20,47 | 519                             | 0,33    |       |
|                        | Giuseppe Di Lisa      | 5 654   | 3,56  | Liberi e Uguali                 | 5 654   | 3,56  |
|                        | Loredana Longo        | 2 358   | 1,48  | Potere al Popolo!               | 2 358   | 1,48  |
|                        | Carmen Pizzirusso     | 2 145   | 1,35  | CasaPound                       | 2 145   | 1,35  |
|                        | Fabio Torriero        | 974     | 0,61  | Il Popolo della Famiglia        | 974     | 0,61  |
|                        | Maria Celina Angelini | 722     | 0,45  | Partito Comunista               | 722     | 0,45  |
|                        | Michela Ramaglioni    | 515     | 0,32  | Italia agli Italiani            | 515     | 0,32  |
|                        | Daniele Argenio       | 131     | 0,08  | Per una Sinistra Rivoluzionaria | 131     | 0,08  |
|                        | Giovanna Ferrari      | 77      | 0,05  | Blocco Nazionale per le Libertà | 77      | 0,05  |
| Totale                 | Totale                | 158 791 | 100   |                                 | 158 791 | 100   |
|                        |                       |         |       |                                 |         |       |
| Voti non validi        | Voti non validi       | 3 897   | 2,40  |                                 |         |       |
| Votanti                | Votanti               | 162 688 | 73,14 |                                 |         |       |
| Elettori               | Elettori              | 222 427 |       |                                 |         |       |